# دومنیکو اسکالا
دومنیکو اسکالا (ایتالیایی: Domenico Scala) فیلم‌بردار اهل ایتالیا بود.
از جمله فیلم‌های او می‌توان به صدای بی رخ، فانی و فولاد اشاره کرد.